# The 7th Sword
The 7th Sword es el séptimo álbum de estudio del grupo ERA, después de 7 años de ausencia desde el último álbum "Classics II" y 4 años después del álbum,  Arielle Dombasle by Era, el álbum cuenta con 9 pistas, con 4 canciones nuevas y 3 canciones son remezclas de "Looking for Something, Misere Mani, I Believe" dándoles nuevos nombres y 2 nuevos remixes de "Ameno y "Kilimandjaro".

## Lista de canciones
1. Hurricane
2. 7 Seconds
3. Kilimandjaro (Brian Lévi Remix)
4. Ameno (The City Remix)
5. I Fall For You
6. Something Exciting
7. Agnus Deorem
8. Nomen Adore
9. I Believe (feat. Racha Rizk)

## Dato
"7 Seconds" primer single que se lanzó del álbum es un cover de Youssou N'Dour dándole nuevo estilo, y agregándole cantos gregorianos, el sencillo se lanzó el 7 de julio del 2017 (7+7+17).
El álbum cuenta con 4 canciones nuevas.
"Hurricane" tiene samples de "Kyrie Elison" ya usado en el álbum "Arielle Dombasle by Era" al igual que "I Fall For You" teniendo el sample de "Sins (Misere Mei)".
"I Believe" se le agregó voz de Racha Rizk, pero tomando la canción del álbum "The Very Best of Era".
"Something Exciting" dándole un tono más pop, con letra de "Looking for Something" y samples del tema "Mother" del primer álbum de ERA.
"Nomen Adore" se le cambió la tonada y ritmo del tema "Misere Maní", respetando la letra original de la canción.
Y para celebrar los 21 años del tema "Ameno" se incluyó un nuevo remix titulado (The City Remix), dándole un aire fresco al tema, respetando la letra original y fue lanzado su MV con el mismo vídeo original totalmente remasterizado y agregando algunas escenas que no aparecen en el vídeo original.
"Kilimandjaro (Brian Lévi Remix) o con el título alternativo (Dark Remix) es el segundo remix del álbum, que fue tomando del álbum "Reborn" dando un estilo totalmente nuevo al tema original.
"Agnus Deorem" es el único tema original en no tener samples de los antiguos álbumes.
- Datos: Q82074323